# سوبر ستريت فايتر 4
سوبر ستريت فايتر 4 هي لعبة قتال من سلسلة ستريت فايتر صدرت في 2010 وهي النسخة المطورة من لعبة ستريت فايتر IV، صدرت اللعبة في يوم 27 إبريل 2010 في أمريكا الشمالية وصدرت في اليابان في 28 إبريل 2010 وفي أوروبا في 30 إبريل 2010, صدرت أيضا عن هذه اللعبة نسختان الأولى هي Super Street Fighter IV Arcade Edition وهي نسخة آركيد وصدرت في 16 ديسمبر 2010 والثانية هي Super Street Fighter IV: 3D Edition وهي نسخة ثلاثية الأبعاد صدرت في 26 فبراير 2011 لنينتندو 3دي إس فقط .